# Masaya
Masaya, ufficialmente Leal Villa de San Fernando de Masaya (Leale Città di San Fernando di Masaya), è un comune del Nicaragua, capoluogo del dipartimento omonimo.

## Geografia
Masaya si trova a sud-ovest della capitale Managua.